# Biozat
Biozat  es una localidad  y comuna francesa, situada en el departamento del Allier en la región administrativa de Auvernia, atravesada por los ríos Châlon y Béron.

## Demografía
| 594 | 680 | 663 | 684 | 716 | 663 |
| Para los censos de 1962 a 1999 la población legal corresponde a la población sin duplicidades (Fuente: INSEE [Consultar]) |     |     |     |     |     |

(Población sans doubles comptes según la metodología del INSEE).

## Lugares de interés
- Iglesia románica de Saint-Symphorien, siglo XII.
- Castillo de Biozat